# Eutelsat Konnect VHTS
O Eutelsat Konnect VHTS, é um satélite de comunicação geoestacionário europeu que foi construído pela Thales Alenia Space. Ele é operado pela Eutelsat. O satélite é baseado na plataforma Spacebus-Neo e sua expectativa de vida útil é de 15 anos.

## História
A Eutelsat Communications encomendou em abril um satélite de banda Ka de alta capacidade e alta geração chamado Eutelsat Konnect VHTS da Thales Alenia Space para atender à Europa com capacidade de 500 Gbps na banda Ka. Levará a bordo o mais poderoso processador digital de bordo já colocado em órbita.
O investimento no KONNECT VHTS substitui o projeto de um investimento conjunto com a ViaSat no satélite ViaSat 3 EMEA para Europa, África e Oriente Médio.

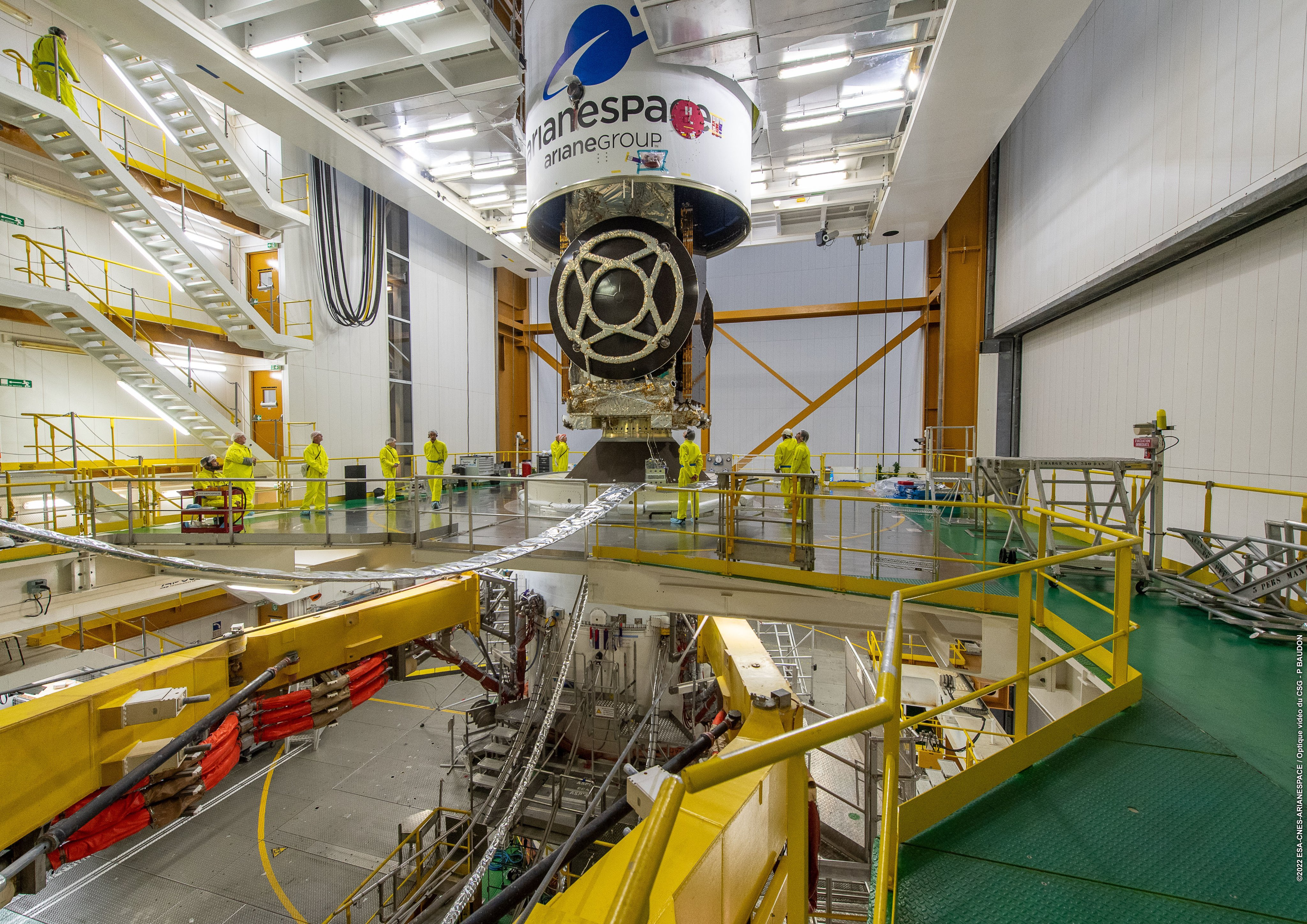

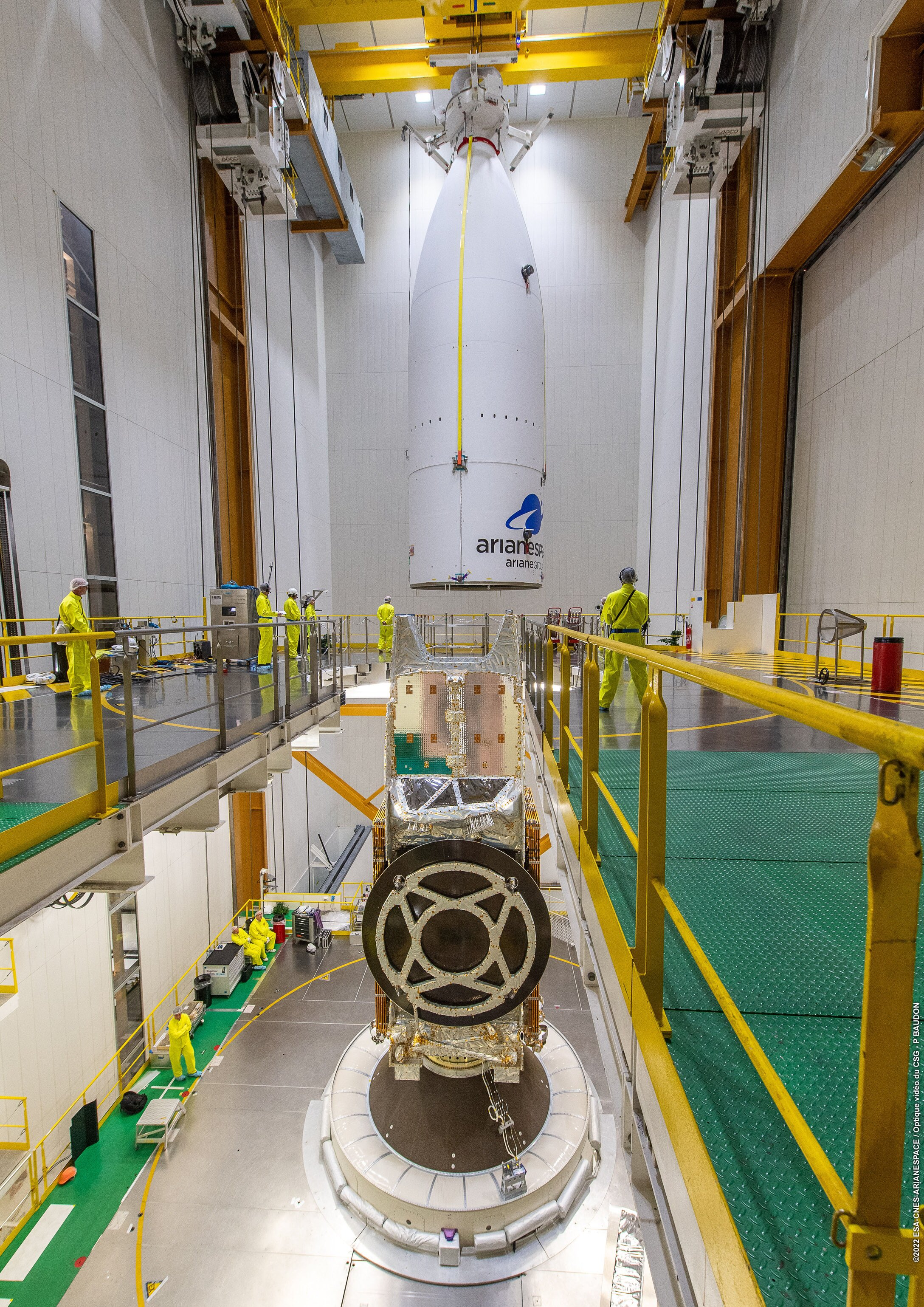

## Lançamento
O lançamento foi realizado com sucesso no dia 7 de setembro 2022 a partir do Centro Espacial de Kourou na Guiana Francesa a bordo do veículo lançador Ariane 5

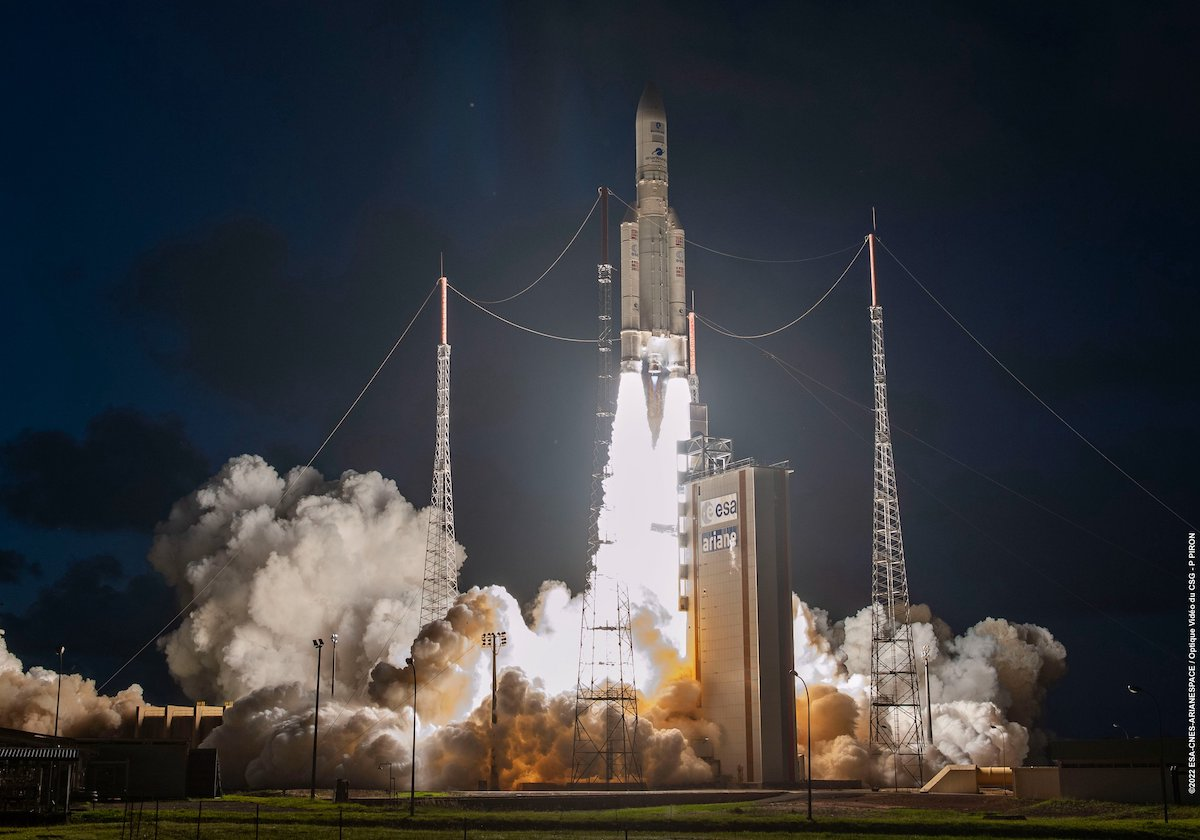